# Anourosorex
Anourosorex är ett släkte näbbmöss med fyra arter som förekommer i östra och sydöstra Asien.

## Beskrivning
Arterna når en kroppslängd mellan 85 och 113 millimeter samt en vikt mellan 14 och 25 gram. Kännetecknande är den korta svansen som bara blir 7 till 17 millimeter lång. Den mjuka täta pälsen är på ovansidan gråaktig och på buken ljusare. Öronen är gömda i pälsen, ögonen är små och nosen är långsträckt. De breda fötterna slutar i långa klor och saknar hår.
Dessa näbbmöss förekommer i centrala och södra Kina, på Taiwan, i den indiska delstaten Assam samt i norra delar av Myanmar, Thailand och Vietnam. De vistas i bergstrakter mellan 1 500 och 3 100 meter över havet.
Arterna lever främst underjordiska. De gräver i marken eller i skikt av nedfallen löv efter föda. Individerna livnär sig på insekter och deras larver samt av daggmaskar.
I släktet skiljs mellan fyra arter:
- Anourosorex assamensis
- Anourosorex schmidi
- Anourosorex squamipes
- Anourosorex yamashinai

Tidigare sammanfattades alla arter som Anourosorex squamipes. Internationella naturvårdsunionen listar A. schmidi med kunskapsbrist och alla andra som livskraftiga.